# Tsubasa Oya
Tsubasa Oya (大屋 翼 Oya Tsubasa?), född 13 augusti 1986 i Shimane prefektur, är en japansk fotbollsspelare.
Oya började sin karriär 2009 i Vissel Kobe. Efter Vissel Kobe spelade han för Fagiano Okayama, Omiya Ardija, Tokushima Vortis och Gainare Tottori.